# Chanson de geste
Die Gattung der Chanson de geste (von lat. gesta „Kriegstaten“) zählt zu den ältesten erzählenden Gattungen der französischen Literatur. Ihre Entstehung fällt in das 11. oder sogar schon 10. Jahrhundert, doch ist ihre Blütezeit das 12. Jahrhundert. Die spätesten Chansons dieser Gattung entstanden im 13. Jahrhundert, die Stoffe und zentralen Figuren der langlebigen Gattung dienten jedoch noch bis ins 15. Jahrhundert hinein als literarisches Material. Sprachlich sind sie zum Teil der Altfranzösischen und zum Teil der Okzitanischen Sprache zuzuordnen.
Die Bezeichnung chansons (französisch für „Lieder“) erklärt sich daraus, dass sie nicht zur schriftlichen Verbreitung und damit zum Lesen oder Vorlesen bestimmt waren, sondern zum freien Vortrag in einer Art Sing-Sang. Vortragende waren in der Regel professionelle reisende Spielleute, die sich selbst mit einem (Saiten-)Instrument begleiteten oder sich von einem solchen begleiten ließen. Die Texte richteten sich (anders als der etwas spätere höfische Roman) an ein soziologisch nicht spezifiziertes Publikum, das heißt an Hörer aus allen Bevölkerungsgruppen.

## Form
Formal bestehen die Chansons aus beliebig vielen Strophen, sogenannten Laissen. Diese stellen meistens jeweils eine Handlungssequenz oder Episode dar, die manchmal in der nachfolgenden Laisse leicht abgewandelt wiederholt wird. Die Zahl der Verszeilen pro Laisse war nicht festgelegt und schwankt zwischen ca. 5 und ca. 20. Die einzelnen Verszeilen bestehen meistens aus zehn, seltener aus zwölf und ganz selten aus acht Silben und sind durch Assonanz miteinander verbunden.
Die französische Literaturgeschichte kennt gut 80 in Schriftform erhaltene Chansons, davon etliche in differierenden, z. B. als erweitert oder gekürzt erscheinenden Versionen. Die meisten sind anonym (d. h. ohne einen Autorennamen) überliefert und beruhen offenbar auf älteren, lange Zeit hindurch nur mündlich tradierten Vorlagen oder Vorstufen.

## Inhalt
Häufig ranken sich die Chansons um ein und dieselbe Heldenfigur, weshalb schon Zeitgenossen begannen, sie in Gruppen einzuteilen, z. B. den Königs- bzw. Karlszyklus um Kaiser Karl den Großen und seinen Sohn Ludwig den Frommen (siehe unten).
Meistens geht es um siegreiche Kriegszüge der Frankenkönige bzw. -kaiser und/oder ihrer Heerführer gegen die „Heiden“, d. h. die Araber bzw. „Mauren“, die seit ihrem Einfall nach Europa im Jahr 711/12 Süd- und Mittelspanien beherrschten, ab ca. 1000 aber vom christlich gebliebenen Nordspanien her zurückgedrängt wurden. Doch werden auch die um 800 geführten Unterwerfungskriege der Franken gegen die noch heidnisch gebliebenen Sachsen behandelt. Später kam die Thematik der Erweiterung der christlichen Herrschaft gegen die muslimischen Staaten im Nahen Osten mit den 1095 beginnenden Kreuzzügen der Ritterheere zur Eroberung Jerusalems und des heiligen Grabes hinzu.

## Verbreitung
Die Gattung der „Chansons de geste“, in die auch Elemente der zeitgenössischen Heiligenlegenden eingeflossen sind, scheint besonders in den Klöstern entlang der Pilgerstraßen durch Frankreich nach Santiago de Compostela in Nordwest-Spanien zur Unterhaltung und Erbauung der dort jeweils übernachtenden Pilger gepflegt worden zu sein. Die Chansons kamen aber auch auf Jahrmärkten oder in Burgen zum Vortrag.

## Die Zyklen
Anfang des 13. Jahrhunderts unterteilte Bertrand de Bar-sur-Aube in seinem Girart de Vienne die chansons de geste in drei Zyklen:
- den Königszyklus oder Karlszyklus (cycle de Charlemagne), zu dem z. B. das Rolandslied (Chanson de Roland) gehört;
- die Aufrührer- und Empörerepen, z. B. Gormond et Isembart;
- den Wilhelmszyklus über die Familie von Garin de Monglane, zu der auch Guillaume d’Orange gehört. Guillaume und/oder sein Neffe Vivien stehen in 24 der erhaltenen Epen im Mittelpunkt. Wichtigste Beispiele aus diesem Zyklus sind die Chanson de Guillaume, Le Charroi de Nîmes und Aliscans.

Die moderne Literaturgeschichte unterscheidet noch drei weitere Zyklen:
- den Kreuzzugszyklus (cycle de la croisade), mit Werken wie Le Chevalier au cygne oder die Chanson d’Antioche
- die Lothringergeste (geste des Loherains), mit z. B. Garin le Loherain
- die Nanteuilgeste (geste de Nanteuil)